# كيفن فيلان
كيفن فيلان (بالإنجليزية: Kevin Phelan)‏ هو لاعب غولف أيرلندي، ولد في 8 نوفمبر 1990 في وترفورد في جمهورية أيرلندا.

## وصلات خارجية
- كيفن فيلان على موقع رابطة أوروبا للاعبي الغولف المحترفين (الإنجليزية)
- كيفن فيلان على موقع التصنيف العالمي الرسمي للغولف (الإنجليزية)